# Onze-Lieve-Vrouw ter Koortskerk
De Onze-Lieve-Vrouw ter Koortskerk (Frans: Église Notre-Dame des Fièvres) is de parochiekerk van de wijk Le Colbras in de gemeente en stad Halluin in het Franse Noorderdepartement.

## Geschiedenis
Vanouds was in het gehucht Malplaquet een kapel waarin een lindenhouten Mariabeeld van 1377 werd vereerd. Volgens overlevering zou dat beeld gesneden zijn uit de plaatselijke gerechtslinde. De kapel, van 1490, werd verwoest tijdens de Franse Revolutie waarbij echter het beeld, hoewel beschadigd, kon worden teruggevonden. Het aan ons overgeleverde beeldje is mogelijk 16e-eeuws.
Ter herinnering aan de bedevaarten naar genoemde kapel werd van 1928-1931 een kerk gebouwd in art-decostijl. Op de oorspronkelijke plaats van de kapel, aan de Rue de la Lys, werd in 1955 een nieuwe kapel gebouwd

## Gebouw
Het betreft een bakstenen kerkgebouw in art-decostijl. De kerk heeft geen zijbeuken, maar het interieur wordt overkluisd door een breed gewelf.